# Bogusław Szymański
Bogusław Szymański (ur. w 1912) – polski lekkoatleta, specjalizujący się w biegach sprinterskich.

## Osiągnięcia
- Mistrzostwa Polski seniorów w lekkoatletyce
  - Poznań 1934 – srebrny medal w biegu na 100 m